# Limnephilus guadarramicus
Limnephilus guadarramicus là một loài Trichoptera trong họ Limnephilidae. Chúng phân bố ở miền Cổ bắc.